# Musée d'Art de Missoula
Ne doit pas être confondu avec Musée des arts et de la culture du Montana.
Le Musée d'art de Missoula (Missoula Art Museum) est un musée d'art américain, fondé en 1975, dans la ville de Missoula, dans le Montana. Situé au cœur du centre-ville historique, le musée est accrédité par l'American Alliance of Museums depuis 1987.

## Historique
Après une campagne de financement de 5,3 millions de dollars, des travaux importants ont été entrepris dans les années 2000 pour permettre de préserver et d'exposer la collection d'art contemporain du musée. Le musée a rouvert ses portes au public en septembre 2006 dans un bâtiment rénové, fusionnant de manière transparente le bâtiment de la bibliothèque Carnegie, vieux de 100 ans, avec un ajout contemporain.

## Présentation
C'est un musée public entièrement accessible et gratuit qui compte six espaces d'exposition, une bibliothèque, un centre d'éducation et un espace d'information pour les visiteurs. Le musée présente également sa collection en organisant des expositions hors site, dans un certain nombre de bâtiments publics de la ville, du comté et de l'État : mairie, services de planification, tribunal de district, palais de justice et bureaux du comté de Missoula.

## Collections
Le Musée d'art de Missoula a pour mission de collectionner, conserver, étudier et exposer l'art dans la culture de l'Ouest américain, en mettant l'accent sur l'art contemporain des artistes amérindiens et celui des artistes modernes du Montana, dans le but de préserver le patrimoine culturel émergent de la région.
La collection du musée comprend environ 1 800 œuvres, dont 192 acquises entre 1975 et 1994. Ces œuvres initiales comprennent notamment la collection d'art du comté de Missoula gérée désormais par le Musée d'art de Missoula.